# Xenomycetes morrisoni
Xenomycetes morrisoni là một loài bọ cánh cứng trong họ Endomychidae. Loài này được Horn miêu tả khoa học năm 1880.